# Leptogyra alaskana
Leptogyra alaskana är en snäckart som beskrevs av Bartsch 1910. Leptogyra alaskana ingår i släktet Leptogyra och familjen Skeneidae. Inga underarter finns listade i Catalogue of Life.